# Chữ Nho

chữ Hán/chữ Nho, Hán tự, Hán Nôm.

Chữ nho of chữ Hán is de Vietnamese term voor het klassiek Chinees dat in Vietnam werd gebruikt. Het was een van de officiële schriftsystemen van het oude Vietnam en heet ook chu han (chữ hán: "schrift van de Han). Het schrift gebruikt Chinese karakters en is ononderscheidbaar van het klassieke Chinees dat werd gebruikt in China, Korea of Japan. De originele uitspraak van de karakters was gebaseerd op het Oud-Chinees. Aangezien niemand tegenwoordig weet hoe het Oud-Chinees werd uitgesproken, wordt zulke teksten gelezen met de uitspraak van de lezer, dus in het Chinees, Koreaans, Japans of – in het geval van het chu nho – in het Vietnamees.

## Geschiedenis
Voordat het Chinese schrift in Vietnam werd geïntroduceerd, hadden de Vietnamezen geen schrift.
Het Chinese schrift werd in Vietnam ingevoerd rond de 1e eeuw v.Chr., nadat het Chinese leger Vietnam innam. Gedurende het komende millennium – van de 1e eeuw v.Chr. tot in het jaar 938 – werd Vietnam overheerst door China en werd de Vietnamese taal sterk beïnvloed door het Chinees. In die periode van sinisatie van de politiek werd het Chinees de taal van het onderwijs en de Vietnamezen gebruikten het samen met hun eigen moedertaal. Heel wat Chinese woorden werden gevietnamiseerd en werden zo "sinovietnamees" (từ Hán-Việt: "sinovietnamees woord"). Heel wat van deze woorden vonden hun weg naar de Vietnamese woordenschat.
In 938 werd Vietnam onafhankelijk van China, maar de invloed van de Chinese taal bleef bestaan. Hierna bleef het Chinees de officiële taal, maar het evolueerde anders dan het Chinees van China en dat vooral in uitspraak, wat de "sinovietnamese uitspraak" opleverde.
Ondertussen kwam de noodzaak het Vietnamees te schrijven met een eigen schrift. Deze taal is een Viet-Muongtaal en verschilt behoorlijk van de Chinese talen, zodat het Vietnamees niet zonder behoorlijke complicaties kan worden geschreven met Chinese karakters. Hierom gingen de Vietnamezen de Chinese karakters omvormen om hun eigen taal beter te kunnen weergeven, wat het chu nom (chữ nôm: "zuiders schrift") gaf.
Later werd door Portugese christelijke missionarissen een systeem ontwikkeld om het Vietnamees te schrijven met het Latijnse alfabet. Dit leidde tot het ontstaan van het quoc ngu (quốc ngữ: "nationale taal"). Tegenwoordig worden geen Chinese karakters meer gebruikt en is het quoc ngu het enige schrift van het Vietnamees.